# 대한조선
대한조선은 대한민국의 조선업 기업이다. 중형(아프라막스) 및 준대형(수에즈막스) 선박 설계 및 건조를 주요 사업으로 영위하며 원유운반선, 석유제품운반선, 컨테이너선, 셔틀탱커 등을 건조한다.
최근에는 친환경 사양의 수에즈막스급 선박을 수주한 바 있다.

## 역사
1987년 9월 30일 설립되어 2009년 경영 위기 이후 2014년 법정관리를 졸업하고, 2015년 산업은행의 관리체제로 들어갔다.
2022년, KHI컨소시엄 (한투PE, SG PE, KHI)이 2,000억원을 들여 지분 95%를 확보하였다.
2025년 8월 1일부로 KB증권과 NH투자증권을 공동 대표 주관사로 코스피에 상장되었다. 직원들을 대상으로 한 우리사주 배정에서 3.3%만 청약이 되었다.
상장을 앞두고 기관에 배정된 공모주 중 80%가 의무보유확약 물량으로 배정되어 상장일 최종 유통가능비율은 12.62%이 되었다.

## 경영
2024년 상반기에 약 4,600억 원의 매출을 기록하며 영업이익률 12.5%를 달성했으며 현재 30척, 약 26억 달러 규모의 수주잔량을 보유하고 있다.

## 같이 보기
- 케이조선